# Wapen van Klundert

Het wapen van Klundert

Het wapen van Klundert werd op 16 juli 1817 aan de Noord-Brabantse gemeente Klundert toegekend. Het wapen deed dienst tot 1997, dat jaar is de gemeente Klundert opgegaan in de gemeente Moerdijk. In het wapen van Moerdijk uit 1998 staan de kleuren geel en zwart in de schildzoom voor de kleuren uit de wapens van vier van de vijf gefuseerde gemeenten, waaronder Klundert.
Klundert werd tussen 1578 en 1582 gesticht door Willem van Oranje. Klundert zegelde rond 1595 met een zegel dat bestond uit een licht schild met donkere kruisjes, een variant op het wapen van Strijen. Na 1600 wordt er gezegeld met het schild met kruisjes en een hartschild gelijk aan het wapen van Nassau. Het geheel werd doorgaans door een krijgsman als schildhouder vastgehouden. In de 18e eeuw heeft het hartschild liggende blokjes gekregen.

## Blazoenering
De blazoenering van het wapen luidde als volgt:
Van zwart met 3 sautoirs van goud, staande 2 en 1, en abisme van lazuur beladen met een klimmende leeuw en bezaait met turven, alles van goud.
Het wapen is een zogenaamd raadselwapen, het bevat een blauw hartschild op een zwart schild. Om het hartschild heen staan drie gouden kruisjes, twee in het schildhoofd en een in de schildvoet. Het hartschild is blauw van kleur met daarop een volledig gouden voorstelling. In het midden een leeuw met om hem heen liggende blokjes, noch het aantal, noch de plekken van de blokjes zijn bepaald.

## Overeenkomstige wapens
De volgende wapens hebben, op historische gronden, overeenkomsten met het wapen van Klundert.

Het wapen van Bergen op Zoom
Het wapen van Besoijen
Het wapen van Breda
Het wapen van Cromstrijen
Het wapen van Dinteloord
Het wapen van Grote Lindt
Het wapen van Klaaswaal
Het wapen van Kleine Lindt
Het wapen van Made en Drimmelen
Het wapen van Numansdorp
Het wapen van Willemstad
Het wapen van Westmaas
Het wapen van Zevenbergen